# جایزه بزرگ موناکو ۱۹۷۵
جایزه بزرگ موناکو ۱۹۷۵ (انگلیسی: ‎1975 Monaco Grand Prix‎) یک مسابقهٔ موتوری در رشتهٔ اتومبیل‌رانی فرمول یک بود که در تاریخ ۱۱ مهٔ ۱۹۷۵ در پیست موناکو واقع در مونت‌کارلو، موناکو برگزار شد. این گراند پری در میان ۱۴ گراند پری در فصل ۱۹۷۵، مسابقهٔ شمارهٔ ۵ بود.
در این مسابقه که قرار بود در ۷۵ دور و به مسافت ۲۴۵٫۸۵۰ کیلومتر (۱۵۲٫۷۶۴ مایل) برگزار شود، پول پوزیشن توسط نیکی لائودا کسب شد و سریع‌ترین زمان برای طی یک دور پیست که برابر با ۱:۲۸٫۶۷ بود نیز توسط پاتریک دیپلر به ثبت رسید. این مسابقه پیش از پایان دورهای برنامه‌ریزی‌شده، در دور ۷۸ و پس از طی مسافت ۱۵۸٫۸۷۴ کیلومتر (۹۸٫۷۲۰ مایل) به‌دلیل پایان یافتن محدودیت زمانی ۲ ساعته متوقف شد.
نیکی لائودا از تیم فراری، امرسون فیتیپالدی از تیم مک‌لارن-فورد و کارلوس پیس از تیم برابام-فورد به‌ترتیب مقام‌های اول تا سوم مسابقه را کسب کردند.

## رده‌بندی قهرمانی پس از مسابقه
| جایگاه | راننده           | امتیاز |
| ------ | ---------------- | ------ |
| ۱      | امرسون فیتیپالدی | ۲۱     |
| ۲      | کارلوس پیس       | ۱۶     |
| ۳      | نیکی لائودا      | ۱۴     |
| ۴      | کارلوس روتمان    | ۱۲     |
| ۵      | یوخن ماس         | ۱۰٫۵   |
| منبع:  |                  |        |

| جایگاه | سازنده      | امتیاز |
| ------ | ----------- | ------ |
| ۱      | مک‌لارن-فورد | ۲۶٫۵   |
| ۲      | برابام-فورد | ۲۵     |
| ۳      | فراری       | ۱۷     |
| ۴      | تایرل-فورد  | ۱۳     |
| ۵      | هسکث-فورد   | ۷      |
| منبع:  |             |        |

یادداشت
- تنها پنج جایگاه نخست از هر رده‌بندی نمایش داده شده‌است.